# 加努西夫卡
49°42′20″N 39°22′0″E / 49.70556°N 39.36667°E
哈努西夫卡（烏克蘭語：Ганусівка）是位於烏克蘭東部的村莊，由盧甘斯克州舊比利斯克區的新普斯科夫市鎮負責管轄。該村始建於1632年，面積3.73平方公里，2001年人口471，人口密度每平方公里126.3人。